# E.214
E.214 — рекомендация ITU-T, используемая в маршрутизации сетей радиотелефонной подвижной связи, и являющаяся одни из трёх преобладающих телефонных планов нумерации, используемых для доставки сообщений, связанных с управлением мобильностью.
План нумерации E.164, использующий максимум 15 цифр и обычно записываемый с префиксом «+», является планом первого поколения. E.212 является планом нумерации второго поколения, используемым в Америке, и расшириряющий возможности по включению абонентского идентификатора MSIN в клиентской базе сети. E.214 разработан под европейские стандарты GSM и сравнительно расширяет формат второго поколения, используемый за пределами Америки.
В маршрутизации трансатлантических мобильных звонков, номера маршрутизируются из европейских сетей в преобразованием из номеров E.214 в номера E.212, на границе вхождения на территорию Америки (это может означать аппаратуру точки передачи сигнала на границе зоны ответственности сетей американских операторов). В исходящем из Америки направлении в сторону остального мира номера преобразуются из стандарта E.212 в стандарт E.214.
Этот процесс, называемый глобальной трансляцией заголовка, выполняется системой телефонной сигнализации ОКС-7, эквивалентной маршрутизации IP-сетей. Номера E.214 маршрутизируются отдельно от номеров E.164, так как они отмечены указателями различных планов нумерации. Тем не менее, можно повторно использовать таблицы анализа глобальных заголовков, использующие номера E.164 всюду, за исключением конечной сети назначения сообщений. Это даёт существенное сокращение административной работы.